# بازونکور
بازونکور (به فرانسوی: Bazoncourt) یک کمون در فرانسه است که در Canton of Pange واقع شده‌است.

## خصوصیات
بازونکور ۱۳٫۲۱ کیلومترمربع مساحت و ۴۹۲ نفر جمعیت دارد و ۲۷۵ متر بالاتر از سطح دریا واقع شده‌است.